# Sadiates
Sadiates (¿-?), tercer rey de Lidia de la dinastía mermnada. Su reinado duró desde aproximadamente el 625 a. C. hasta aproximadamente el 600 a. C.

## Contexto histórico
El tercer rey de Lidia Sadiates es prácticamente desconocido para nosotros. Su abuelo Giges se había beneficiado de la caída del imperio frigio del rey Midas a manos cimerias para crear un reino de su propiedad, y su padre Ardis pudo mantenerlo. Esto era la herencia de Sadiates. También heredó una política exterior bien definida: aceptar el poder asirio en el este, incluso rindiéndole tributo, para tener así amplias oportunidades de expansión hacia el oeste, hacia las ciudades griegas de la costa de Asia Menor.

## Un reinado desconocido
El historiador griego Heródoto de Halicarnaso escribe en el primer libro de sus Historias que Sadiates gobernó Lidia durante 12 años, y que durante los seis últimos sostuvo una guerra contra la ciudad griega de Mileto. Este período parece demasiado corto. Un reinado de unos 25 años parece más probable.
Sadiates, cuyo nombre deriva de dos palabras luvias, sâdu y atta, que significan algo como "padre fuerte", se casó con su hermana Lide. Tuvieron un hijo llamado Aliates, quien posteriormente sucedería a su padre. Como príncipe de la corona, Aliates entró en guerra contra Mileto, la ciudad griega más poderosa en Asia, como antes habían hecho ya Giges y Ardis. Esta guerra duró seis años y luego su padre falleció. Ya como rey, Aliates continuó la guerra, pero finalmente se vio forzado a aceptar que jamás tomaría la ciudad.
De igual forma que el resto de reyes de la familia, Sadiates fue enterrado en el cementerio real de Bin Tepe, en la llanura de Sardes.